# Las pilicki

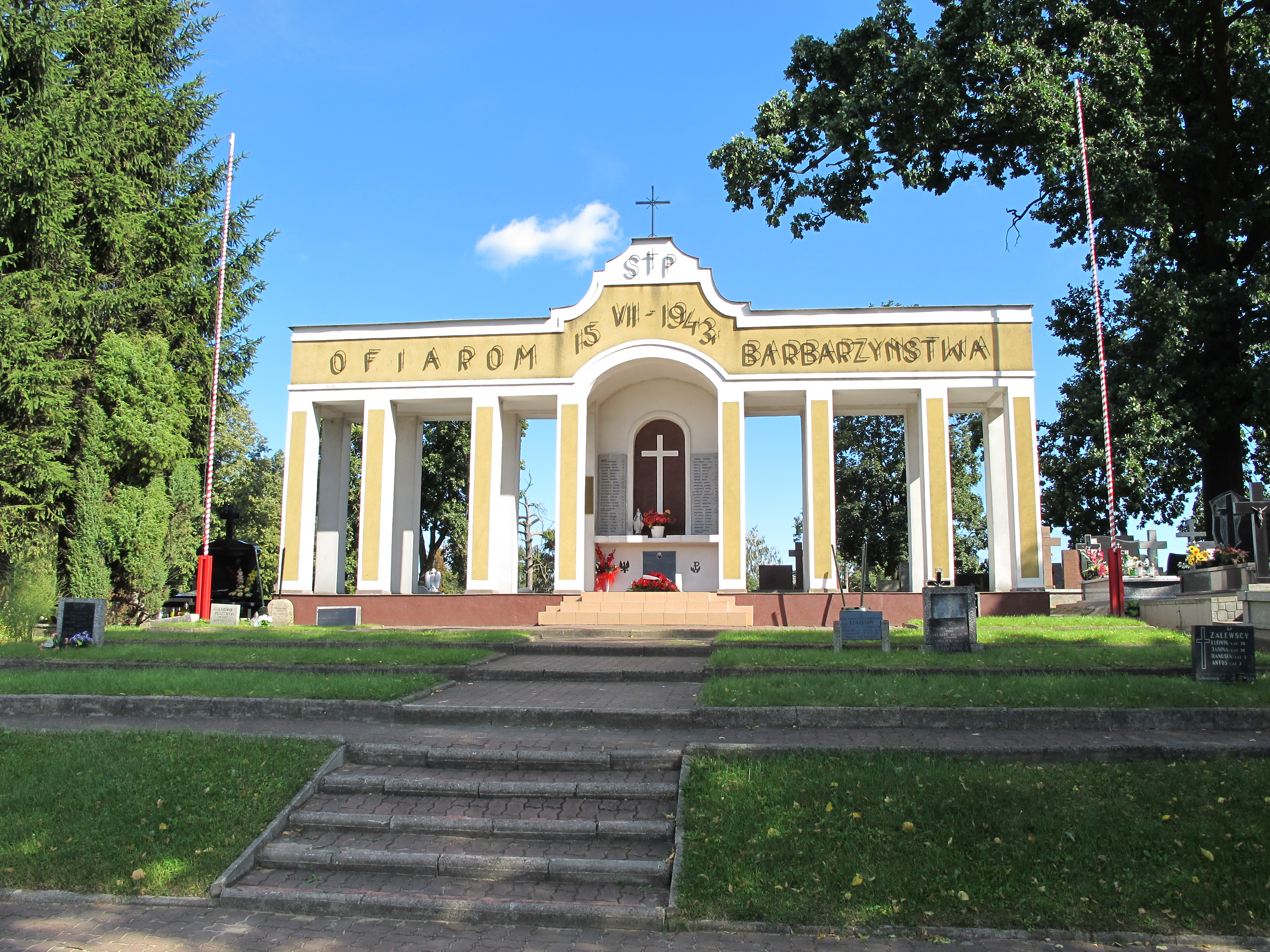
Pomnik „Ofiarom barbarzyństwa 15 lipca 1943 r."

Las Pilicki, także "Osuszek" – las przylegający do południowej granicy Bielska Podlaskiego (ul. Grabniak); jego zachodnia strona przylega do odcinka drogi krajowej nr 19 pomiędzy Bielskiem a Pilikami. W czasie II wojny światowej stał się miejscem masowych mordów mieszkańców Bielska i okolicznych wsi. Jeden z najbardziej głośnych mordów miał miejsce 15 lipca 1943 r. Zamordowano wtedy 49 osób, w tym kilkoro dzieci. Byli to głównie przedstawiciele bielskiej inteligencji, wśród nich księża Antoni Beszta-Borowski, Ludwik Olszewski i Henryk Opiatowski, a także urzędnicy, nauczyciele, lekarze, inżynierowie, kupcy i rzemieślnicy. Obecnie na miejscu kaźni znajduje się pomnik, do którego można dostać się oznaczoną alejką z drogi krajowej nr 19.
15 lipca 1945 r. dokonano ekshumacji ciał, w osobnych trumnach przywieziono je na rzymskokatolicką część cmentarza przy ulicy Wojska Polskiego w Bielsku i tam je pochowano. Ze składek społeczeństwa i według projektu Zachariasza Szachowicza wzniesiony został w tym miejscu pomnik-mauzoleum z napisem „Ofiarom barbarzyństwa 15 lipca 1943 r.".
W Lesie Pilickim Niemcy dokonywali wielu zbrodni. Jak ustalił Henryk Kosieradzki, liczba zabitych w tym miejscu w latach 1941-1944 wynosiła od 800 do 900 osób.
Po zakończeniu okupacji niemieckiej, w lipcu 1945 roku rozpoczęto ekshumację i wytypowano sześć mogił zbiorowych, w których znajdować się miały 643 zakopane ciała. Ciał zakopanych w pozostałych dołach nie ekshumowano.
W 1974 roku z Polski do Centrali Badania Zbrodni Narodowosocjalistycznych w Ludwigsburgu w Niemczech przekazano materiały, które posłużyły do wszczęcia postępowania karnego przeciwko sprawcom zbrodni. Wcześniej w 1967 roku za zbrodnie w Lesie pilickim został uznany winnym Franz Lampe i skazany za śmierć przynajmniej siedmiorga dzieci na trzy lata więzienia karnego. Umorzono postępowanie niemieckie przeciwko komisarzowi Kreis Bielsk Waltherowi Tubenthal, szefowi Wydziału Żandarmerii w Siemiatyczach Wilhelmowi Dommersdorf, szefowi żandarmerii okręgu Helmutowi Limpertowi, dowódcy kapitanatu żandarmerii Bielsk-Łomża, Waltherowi G. Lamerowi oraz Hansowi Leberecht von Bredow. W 1949 roku polski sąd skazał na karę śmierci za zbrodnie szefa referatu walki z ruchem oporu Wydziału IV Gestapo z Białegostoku, Waldemara Macholla.

## Źródła internetowe
- Janusz Bakunowicz: Rocznica mordu w Lesie Pilickim. Hołd ofiarom barbarzyństwa. Serwis poranny.pl, 2009-07-16. [dostęp 2015-07-24].
- Mogiły zbiorowe ofiar terroru niemieckiego przy pomniku-mauzoleum „Ofiarom barbarzyństwa 15.VII.1943 r.”. ROPWiM. [dostęp 2015-07-24].